# Caroline Baptista Axelsson

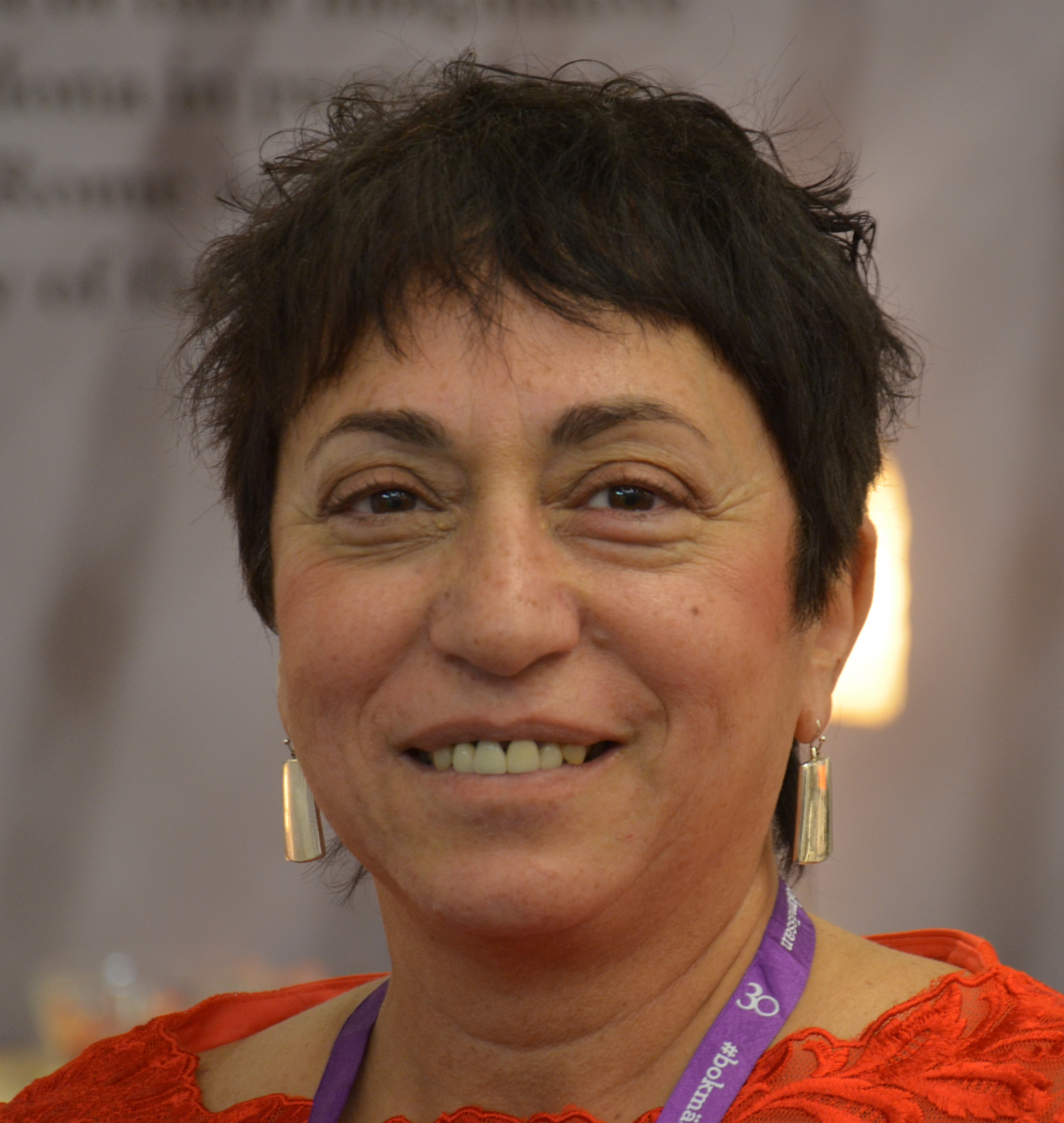
Caroline Baptista Axelsson

Caroline De Lourdes Baptista Axelsson, född 2 augusti 1956 i Brasilien, är en brasiliansk-svensk författare.